# Brachyurophis
Brachyurophis es un género de serpientes venenosas de la familia Elapidae que se distribuyen por Australia.

## Especies
Se reconocen las 7 siguientes según The Reptile Database:
- Brachyurophis approximans (Glauert, 1954)
- Brachyurophis australis (Krefft, 1864)
- Brachyurophis fasciolatus (Günther, 1872)
- Brachyurophis incinctus (Storr, 1968)
- Brachyurophis morrisi Horner, 1998
- Brachyurophis roperi (Kinghorn, 1931)
- Brachyurophis semifasciatus Günther, 1863